# محمد مدني
السيد محمد مدني أشرف يطلق عليه شيخ الإسلام ومدني ميان أيضا (ولد في 27 أغسطس 1938 م ؛ 1 رجب 1357 هـ ) عالم إسلامي هندي، عالم لاهوتي وزعيم روحي ومؤلف من أشرفبور كشوشه، ولاية أوتار براديش، الهند. من نسل عبد الرزاق نور العين خليفة المخدوم أشرف السمناني وهو معروف بخطبه البليغة، وهو خبير في الفلسفة الإسلامية والشريعة الإسلامية والفقه.